# Mijabiuta: Dokuszó
A Mijabiuta: Dokuszó (雅-みやびうた-歌～独奏～; Hepburn: Miyabiuta -Dokusou-) Miyavi japán rockzenész ötödik nagylemeze, mely 2006. szeptember 13-án jelent meg. Az Oricon slágerlistáján a 25. helyet érte el.
A MYV Pops-on inkább dalszerzőként vagyok jelen, míg a Mijabiuta: Dokuszón inkább előadóként. A MYV Pops-on a népszerűség fogalmát akartam kifejezni. A saját módszeremmel akartam felfedezni a popzenét. A Mijabiuta: Dokuszó esetében igazodni akartam a dalok minőségéhez és elmerülni az előadásmódban, csak akusztikus gitáron játszani.

## Számlista
Az összes szám szerzője Miyavi. 
| #   | Cím | Hossz |
| --- | --- | ----- |
| 1.  | Dzsikoai, dzsigadzsiszan, dzsiisiki kadzsó (Instrumental) (自己愛、自画自賛、自意識過剰 (Instrumental)) | 1:00  |
| 2.  | Selfish Love: Aisitekure, aisiteru kara (Selfish love –愛してくれ、愛してるから–)                       | 3:04  |
| 3.  | Please, Please, Please (プリーズ、プリーズ、プリーズ。)                                                 | 3:10  |
| 4.  | Dear My Love...                                                                                         | 4:00  |
| 5.  | Boku va sitteru (僕は知ってる。)                                                                        | 4:23  |
| 6.  | How to Love                                                                                             | 2:51  |
| 7.  | Baka na hito (バカな人)                                                                                 | 4:22  |
| 8.  | Kimi ni funky monkey vibration (君にファンキーモンキーバイヴレーション)                                 | 2:52  |
| 9.  | We Love You: Szekai va kimi vo aisiteru (We love you ～世界は君を愛してる～)                            | 4:52  |
| 10. | „Aisiteru” kara hadzsime jó ("愛してる"からはじめよう)                                                  | 3:12  |
| 11. | Dzsiko sidzsó sugisa no nare no hate (Instrumental) (自己至上主義者の成れの果て (Instrumental))         | 2:01  |
| 12. | Are You Ready to Love?                                                                                  | 3:47  |